# Vinted
A Vinted, UAB Group, közismert nevén Vinted litván online piac, ahol új vagy használt termékeket, főképp ruhákat és kiegészítőket vásárolhatnak, adnak el és cserélhetnek.

## Története
2008-ban Litvániában, Viliniusban Milda Mitkute és Justas Janauskas alapította meg a Vintedet, egy prototípus oldalt teszteltek, ahol litván nők tudták eladni a ruháikat. Janauskas egy világjáró vendéget toborzott, hogy segítsen neki a reklámokban és a promóciókban, ezután ők ketten kiterjesztették a vállalkozásukat Németországban, ahol Kleiderkreisel márkanév alatt fut. A Vinted 2010-ben indult el az Amerikai Egyesült Államokban. 2012-ben a Vinted együttműködött a Lemon Labsszal, egy litván alkalmazásfejlesztési tanácsadócéggel, hogy mobilappként működjön. Egy esettanulmányban a Lemon Labs arról számolt be, hogy az alkalmazás megjelenése előtt a forgalom 80%-a a weblapról, a többi pedig mobilos webböngészőből származott. A megjelenést követő napokon belül a Vinted 30%-os forgalomnövekedést tapasztalt az app megjelenésével. 2016-ban a Vinted vezetői csapatához csatlakozott egy holland üzletember, Thomas Plantenga stratégiai tanácsadóként. Azóta a cég vezérigazgatójává vált. 2019-ben a Vinted lett Litvánia első technológiai startupja, mert 128 millió eurót gyűjtött 1 milliárd eurós értékelés mellett a Lightspeed Venture Partners által. 2020 októberében a Vinted felvásárolta a United Wardrobe-ot, egy holland versenytársát. 

## A vállalkozás
Az iOS, Android és asztali böngészőkben elérhető Vinted platformot biztosít a felhasználóinak ruházatuk és kiegészítőik eladására, más felhasználók termékeinek vásárlására vagy cseréjére, valamint a fórumokon keresztül a tagokkal való kommunikációra. Megjelenése óta a Vinted férfi- és gyerekruházattal bővült. 2023 novemberéig a Vinted huszonegy országban érhető el, és több mint 65 millió regisztrált felhasználóval rendelkezik.

## Szolgáltatási díj
A Vinted minden vásárlás után szolgáltatási díjat számít fel a vásárlóknak. Ezenkívül díjat számítanak fel az eladóktól minden alkalommal, amikor a hirdetéseiket "felütik" a katalógus tetejére. Az eladók díj ellenében dönthetnek úgy is, hogy gardróbjukat "reflektorfénybe" helyezik, így a teljes kínálatuk vízszintes görgetésben jelenik meg bizonyos vásárlók hírfolyamában.

## Országok
Ezekben az országokban elérhető a Vinted:
- Egyesült Államok
- Kanada
- Egyesült Királyság
- Németország
- Ausztria
- Franciaország
- Litvánia
- Lengyelország
- Csehország
- Szlovákia
- Hollandia
- Belgium
- Luxemburg
- Spanyolország
- Olaszország
- Portugália
- Magyarország
- Románia
- Dánia
- Svédország
- Finnország
- Görögország